# Можайский переулок
Можа́йский переу́лок (до 16 декабря 1985 года — Четвёртый Можа́йский переу́лок) — переулок, расположенный в Западном административном округе города Москвы на территории района Дорогомилово.

## История
Переулок был образован в 1928 году и получил название Четвёртый Можа́йский переу́лок по близости к Можайскому шоссе, часть которого была позднее включена в Кутузовский проспект, а 16 декабря 1985 года переулок получил современное название.

## Расположение
Можайский переулок проходит от Студенческой улицы на юго-восток до Киевской улицы, с востока к ней примыкает Резервный проезд. Нумерация домов начинается от Студенческой улицы.

## Транспорт

### Наземный транспорт
По Можайскому переулку не проходят маршруты наземного общественного транспорта. Севернее переулка, на Кутузовском проспекте, расположена остановка «Улица Дунаевского» автобусов м2, м7, н2, 297, 116, 622, 157, 205, 454, 474, 477, 840.

### Метро
- Станция метро «Студенческая» Филёвской линии — у южного конца переулка, на Киевской улице

### Железнодорожный транспорт
- Киевский вокзал (пассажирский терминал станции Москва-Пассажирская-Киевская Киевского направления Московской железной дороги) — восточнее переулка, на площади Киевского Вокзала
- Станция Кутузово Киевского направления Московской железной дороги — западнее переулка, на пересечении Кутузовского проспекта и Третьего транспортного кольца